# 三角愛戀
《Triangler》(三角愛戀)（トライアングラー）為日本女性歌手、聲優坂本真绫的第十五张单曲，2008年4月23日由Flying DOG發售。

## 概要
- 超时空要塞25周年纪念作品，2008年4月电视动画超时空要塞 Frontier片頭曲（OP），也是自2003年专辑少年アリス（日语：少年アリス (坂本真綾のアルバム)），单曲tune the rainbow（日语：tune the rainbow）以来，坂本再次和菅野洋子合作。與坂本先前的歌比較起來音域較高，坂本本人則有「於卡拉OK唱的時候特別暢快的的曲子」如此的感想。
- 曲名「Triangler」除了取自「坂本」、「菅野」、「超時空要塞 Frontier」等三者的合作之意義外，同時也描繪著超時空要塞系列共通主題「三角關係」的曲子。
- 除此之外，於動畫中的設定，本曲為電視劇「Triangler」的主題曲，電視劇的內容則為描寫超時空要塞的三角關係，坂本則以新進歌手及女演員的身分被註記為「サカモトマーヤ」。
- 初回版限定，單曲將會封入秘密的編號及粉紅色的三角形。

## 公信榜表現
- 本曲於該年度長時間熱銷而創下許多記錄。
- Oricon一周排行榜中，獲得本人單曲排名記錄中的最高名次第三名，同時以聲優歌手身分進入公信榜前三名，則是繼水樹奈奈(當時第二名)、林原惠美(當時第三名)之後，第三位達成此記錄。而超時空要塞系列音樂作品之中，則是打破飯島真理以「愛還記得嗎？」(愛・おぼえていますか)所獲得的記錄第七名。
- 此曲發行第三週時，以「シェリル・ノーム starring May'n」名义發行該動畫的片尾曲和插曲「ダイアモンド クレバス／射手座☆午後九時 Don't be late」並獲得第三名，而寫下同部動畫的片頭及片尾曲同時擠入前十名的記錄。
- 同時，聲優以個人名義發行單曲能夠連續四週擠入公信榜前十名，成為公信榜史上的初記錄。
- 個人方面，此曲成為坂本單曲初動最高銷量，同時在發行第五週時打破至今銷量最高單曲「奇蹟之海」的記錄，並連續十一週進入公信榜前一百名。
- 尼爾森SoundScan Japan則於單曲排行榜初登場即獲得第一名，同時也是自身目前最高名次。
- 本曲同時也於第十三屆的「動畫神戶」獲得主題曲獎。

## 收录曲
1. トライアングラー(Triangler)
  - 作詞：Gabriela Robin，作曲／編曲：菅野洋子
  - 每日放送、TBS系电视动画超时空要塞 Frontier片头曲
2. - 作詞：坂本真绫，作曲／編曲：高田みち子（日语：高田みち子）
3. トライアングラー（Instrumental）
4. ことみち（Instrumental）

## 关联项目
- 菅野洋子
- 超时空要塞 Frontier